# Felipe Roque
Felipe Moreira Roque (Juiz de Fora, 19 maggio 1997) è un pallavolista brasiliano, opposto degli Hiroshima Thunders.

## Palmarès

### Club
- Campionato brasiliano: 1

2020-21
- Supercoppa brasiliana: 1

2020

### Nazionale (competizioni minori)
- Campionato sudamericano under 21 2016
- Coppa panamericana under 21 2017
- Giochi panamericani 2019
- Giochi panamericani 2023[3]